# Cynthia Hernández
Cynthia Hernández (Chilpancingo, Guerrero, Siglo XX) es una actriz mexicana.

## BIografía
Cynthia Hernández se dio a conocer en el reality show de actores de Televisión Azteca Estrellas de novela, en 2003, donde obtuvo el primer lugar femenil.
Después de su participación, actuó en la telenovela La heredera, en 2004, tiempo después participa en la miniserie Tan infinito como el desierto, producida por Genoveva Martínez.

## Televisión
| Año  | Título                        | Personaje |
| ---- | ----------------------------- | --------- |
| 2003 | Estrellas de novela           | Ganadora  |
| 2004 | La heredera                   |           |
| 2004 | Tan infinito como el desierto |           |
| 2005 | Lo que la gente cuenta        |           |
| 2006 | Venga la alegría              | Reportera |
| 2008 | Cachito de mi corazón         | Apolina   |
| 2009 | A cada quien su santo         |           |